# Eleição municipal de Rio Claro em 2020
A eleição municipal da cidade de Rio Claro em 2020 ocorreu no dia 15 de novembro (turno único), com o objetivo de eleger um prefeito, um vice-prefeito e 19 vereadores, que serão responsáveis pela administração da cidade no mandato de 2021 a 2024. O atual prefeito Juninho da Padaria (DEM) concorreu à reeleição contra outros 8 candidatos, sendo eles Delegado Nivaldo (PDT), Gustavo Perissinoto (PSD), Marcia Berbel (PSB), Professora Aldenir Cardoso (PSOL), Maria do Carmo (MDB), Heitor Tommasini (PTC), João Guilherme (PT) e Dr. Affonso (PSC). Estão registrados também 405 candidatos à vereança.
Gustavo Perissonotto (PSD) saiu eleito do pleito a prefeitura com 33 015 votos.

## Candidaturas à prefeitura
Nota: a tabela a seguir está organizada por ordem alfabética de candidatos.
| Prefeito(a)                | Prefeito(a) | Prefeito(a) | Vice-prefeito(a) | Vice-prefeito(a) | Vice-prefeito(a) | Coligação                                                         | Número eleitoral | Tempo de horário eleitoral |
| Candidato(a)               | Partido     | Partido     | Candidato(a)     | Partido          | Partido          | Coligação                                                         | Número eleitoral | Tempo de horário eleitoral |
| -------------------------- | ----------- | ----------- | ---------------- | ---------------- | ---------------- | ----------------------------------------------------------------- | ---------------- | -------------------------- |
| Delegado Nivaldo           |             | PDT         | Geise Valente    |                  | PDT              | Sem coligação                                                     | 12               | 43 segundos                |
| Dr. Affonso                |             | PSC         | Edmilson         |                  | PSC              | Sem coligação                                                     | 20               | 16 segundos                |
| Gustavo Perissinoto        |             | PSD         | Rogério Guedes   |                  | PSL              | Rio Claro Merece Mais PSD, PSL, Cidadania e PL                    | 55               | 2 minutos e 34 segundos    |
| Heitor Tommasini           |             | PTC         | Jair Pereira     |                  | PTC              | Sem coligação                                                     | 36               | sem tempo                  |
| João Guilherme             |             | PT          | Olga Salomão     |                  | PT               | Para Rio Claro Viver Melhor PT e PCdoB                            | 13               | 1 minuto e 21 segundos     |
| Juninho                    |             | DEM         | Capitão Sossai   |                  | PP               | Pelo Bem de Rio Claro DEM, PODE, PP, Republicanos e Solidariedade | 25               | 2 minutos e 33 segundos    |
| Marcia Berbel              |             | PSB         | Carlinhos Klein  |                  | PSB              | Sem coligação                                                     | 40               | 44 segundos                |
| Maria do Carmo Guilherme   |             | MDB         | Alcir Russo      |                  | PTB              | Para Cuidar Melhor de Rio Claro MDB, PTB e PSDB                   | 15               | 1 minuto e 31 segundos     |
| Professora Aldenir Cardoso |             | PSOL        | Henrique Bonaldo |                  | PSOL             | Sem coligação                                                     | 50               | 18 segundos                |

## Resultados

### Prefeitura
| Candidato(a)                              | Vice                                      | Turno único 15 de novembro de 2020 | Turno único 15 de novembro de 2020 |
| Candidato(a)                              | Vice                                      | Total                              | Percentagem                        |
| ----------------------------------------- | ----------------------------------------- | ---------------------------------- | ---------------------------------- |
| Gustavo Perissinotto (PSD)                | Rogério Guedes (PSL)                      | 33 015                             | 36,48%                             |
| Maria do Carmo (MDB)                      | Alcir Russo (PTB)                         | 21 945                             | 24,25%                             |
| Juninho (DEM)                             | Capitão Sossai (PP)                       | 20 753                             | 22,93%                             |
| Dr. Affonso (PSC)                         | Edmilson (PSC)                            | 6 436                              | 7,11%                              |
| Professora Aldenir Cardoso (PSOL)         | Henrique Bonaldo (PSOL)                   | 2 268                              | 2,51%                              |
| João Guilherme (PT)                       | Olga Salomão (PT)                         | 2 252                              | 2,49%                              |
| Delegado Nivaldo (PDT)                    | Geise Valente (PDT)                       | 1 943                              | 2,15%                              |
| Márcia Berbel (PSB)                       | Carlinhos Klein (PSB)                     | 1 771                              | 1,96%                              |
| Heitor Tommasini (PTC)                    | Jair Pereira (PTC)                        | 124                                | 0,14%                              |
| → Total de votos válidos                  | → Total de votos válidos                  | 90 383                             | 81,28%                             |
| → Votos em branco                         | → Votos em branco                         | 7 101                              | 6,39%                              |
| → Votos nulos                             | → Votos nulos                             | 13 593                             | 12,22%                             |
| Total de votos (válidos, nulos e brancos) | Total de votos (válidos, nulos e brancos) | 111.201                            | 71,75%                             |
| Abstenções                                | Abstenções                                | 43 780                             | 28,25%                             |
| Total de eleitores aptos                  | Total de eleitores aptos                  | 154 981                            | 100%                               |

### Câmara Municipal
| Partido               | Partido               | Resultados para o legislativo | Resultados para o legislativo | Resultados para o legislativo | Resultados para o legislativo | Resultados para o legislativo |
| Partido               | Partido               | Votos                         | %                             | Assentos                      | % de assentos                 | Variação                      |
| --------------------- | --------------------- | ----------------------------- | ----------------------------- | ----------------------------- | ----------------------------- | ----------------------------- |
|                       | PSD                   | 13.907                        | 14,64%                        | 3                             | 15,79%                        | 3                             |
|                       | PP                    | 12.985                        | 13,67%                        | 3                             | 15,79%                        | 1                             |
|                       | DEM                   | 11.603                        | 12,21%                        | 3                             | 15,79%                        | 2                             |
|                       | MDB                   | 7.583                         | 7,98%                         | 2                             | 10,53%                        | 1                             |
|                       | PSDB                  | 7.139                         | 7,51%                         | 2                             | 10,53%                        | Estável                       |
|                       | Cidadania             | 6.106                         | 6,43%                         | 1                             | 5,26%                         | Estável                       |
|                       | PODE                  | 5.923                         | 6,23%                         | 1                             | 5,26%                         | 1                             |
|                       | PTB                   | 5.106                         | 5,37%                         | 1                             | 5,26%                         | 1                             |
|                       | PSL                   | 5.081                         | 5,35%                         | 1                             | 5,26%                         | 1                             |
|                       | PL                    | 3.909                         | 4,11%                         | 1                             | 5,26%                         | Estável                       |
|                       | Republicanos          | 3.719                         | 3,91%                         | 1                             | 5,26%                         | Estável                       |
|                       | PSOL                  | 3.301                         | 3,47%                         | 0                             | 0%                            | Estável                       |
|                       | PDT                   | 2.134                         | 2,25%                         | 0                             | 0%                            | Estável                       |
|                       | PSC                   | 1.945                         | 2,05%                         | 0                             | 0%                            | Estável                       |
|                       | PSB                   | 1.793                         | 1,89%                         | 0                             | 0%                            | 2                             |
|                       | PT                    | 1.673                         | 1,76%                         | 0                             | 0%                            | Estável                       |
|                       | Solidariedade         | 811                           | 0,85%                         | 0                             | 0%                            | Estável                       |
| → Votos Validos       | → Votos Validos       | 95.004                        | 85,43%                        | 19                            | –                             | –                             |
| → Votos brancos/nulos | → Votos brancos/nulos | 16.197                        | 14,57%                        |                               |                               |                               |
| → Anulados            | → Anulados            | 0                             | 0%                            |                               |                               |                               |
| Total                 | Total                 | 111.201                       |                               |                               |                               |                               |
| Abstenção             | Abstenção             | 43.780                        | 29,29%                        |                               |                               |                               |
| Total de inscritos    | Total de inscritos    | 154.981                       | 100%                          |                               |                               |                               |